# Krystian II Wettyn
Krystian II Wettyn (ur. 23 września 1583 w Dreźnie, zm. 23 czerwca 1611 tamże) – książę elektor Saksonii w latach 1591–1611

## Życiorys
Był synem elektora Saksonii, Krystiana I Wettyna i Zofii Hohenzollern.
Nastąpił po swoim ojcu jako elektor Saksonii w 1591 roku, w wieku ośmiu lat. Ponieważ był zbyt młody, żeby samodzielnie rządzić, regencję w jego imieniu sprawowała matka wraz z krewny ojca z linii ernestyńskiej Wettynów – książę Saksonii-Weimar Fryderyk Wilhelm I aż do 1601 roku, kiedy to Krystian został uznany za dorosłego i zaczął samodzielnie rządy.
Jego odmowa przyłączenia się do Unii Ewangelickiej pogłębiła istniejące podziały między niemieckimi państwami protestanckimi, co pośrednio doprowadziło do wybuchu Wojny trzydziestoletniej.
12 września 1602 roku w Dreźnie ożenił się z Jadwigą, córką króla Danii i Norwegii Fryderyka II Oldenburga, jednak małżeństwo to pozostało bezdzietne.
Zmarł w 1611 w stosunkowo w młodym wieku, w Dreźnie, zaś pochowany został w kościele św. Marii we Freibergu. Po jego śmierci tron elektorski odziedziczył jego młodszy brat Jan Jerzy.